# Ust-Anja
Ust-Anja (en rus: Усть-Анжа) és un poble del krai de Krasnoiarsk, a Rússia, segons el cens del 2017 tenia 120 habitants. Pertany al districte municipal d'Aguínskoie.